# امی بارزوک
امی بارزوک (انگلیسی: Amy Barczuk؛ زادهٔ ۲۸ اکتبر ۱۹۹۰) بازیکن فوتبال اهل ایالات متحده آمریکا است.
از باشگاه‌هایی که در آن بازی کرده‌است می‌توان به بوستون بریکرز و وسترن نیویورک فلش اشاره کرد.
وی همچنین در تیم ملی فوتبال زیر ۲۳ سال زنان ایالات متحده آمریکا بازی کرده‌است.